# Compagnie française de navigation rhénane
La Compagnie Française de Navigation Rhénane (CFNR) est une entreprise anciennement publique, vendue de gré à gré à l'Association technique de l'importation charbonnière (ATIC) en 1996 sous le gouvernement d'Alain Juppé lors de la vague de privatisations.

## Historique
La CFNR œuvre dans le transport fluvial rhénan depuis 1924.
Au départ simple gestionnaire de chalands sur le Rhin, la CFNR s'est diversifiée. 
Elle a déployé ses implantations, depuis les ports de mer de la zone ARA (Anvers-Rotterdam-Amsterdam) au Rhin supérieur, le long de la Moselle, des canaux du nord de l'Europe ou plus récemment le long du Danube.
La CFNR se recentre aujourd'hui sur l'axe rhénan et sur ses métiers de base, l’affrètement fluvial et la manutention portuaire où elle entend couvrir l'intégralité de la chaine logistique en vracs, produits conventionnels et colis lourds. Après avoir été longtemps déficitaire, elle a retrouvé des profits en 2004.
Au sein de sa maison mère ATIC Services, consortium regroupant des donneurs d'ordre, la CFNR assume son rôle parmi les leaders européens, dans le transport fluvial.

### Webographie
- « Guide du conteneur fluvial », sur le site de Voies navigables de France.